# Maria Salomé
Salomé o Maria Salomé (hebreu: "שלומית", "Shelomit", pau), és una de les seguidores de Crist, una de les dones que són al peu de la creu durant la Crucifixió de Crist (Evangeli segons Marc 15,40). El matí del dia de Pasqua va anar a la tomba de Jesús i va descobrir que havia ressuscitat (Marc 16,1). Probablement era la mare dels fills de Zebedeu (Mateu, 20,20; 27,56), Jaume el Major i Joan Evangelista (Marc, 3,17) i, potser, germana de Maria, mare de Jesús. La seva memòria litúrgica és el 22 d'octubre.

## Salomé als evangelis canònics
A l'Evangeli segons Marc 15:40 Salomé s'esmenta com a present a la crucifixió: "Hi havia també dones mirant de lluny: entre elles hi havia Maria Magdalena i Maria la mare de Jaume el Menor i de Joses, i Salomé". Al pas paral·lel de l'Evangeli segons Mateu 27:56 diu: "Entre elles hi havia Maria Magdalena i Maria la mare de Jaume i Joses, i la mare dels fills de Zebedeu." La Catholic Encyclopedia (1913) conclou que la Salomé de Marc és probablement la mare dels fills de Zebedeu a Mateu. Aquesta també surt a Mateu 20:20, quan demana a Jesús que deixi que els seus fills seguin amb ell al Paradís.
L'Evangeli segons Joan esmenta tres o potser quatre dones a la crucifixió, anomenant-les "la seva [de Jesús] mare i la germana de la seva mare, Maria, la muller de Cleofàs i Maria Magdalena." Normalment s'identifica Salomé amb la germana de la mare de Jesús i, per tant, tia de Jesús. "Maria la mare de Jaume i Joses" l'esmentada a Mateu pot identificar-se amb Maria, la mare de Jesús, amb el suport d'un passatge de Marc que inclou Jaume i Joses (o Josep) com a "germans de Jesús". Altres interpretacions identifiquen Maria de Cleofàs i Maria, la mare de Jaume i Joses.
A l'Evangeli de Marc, Salomé també és entre les dones que van a la tomba de Jesús per ungir el seu cos amb espècies. Van descobrir que la tomba estava buida i una figura vestida de blanc els digués que Jesús havia ressuscitat i que diguessin als seus deixebles que els trobaria a Galilea. Mateu esmenta dues dones: Maria Magdalena i una ambigua "una altra Maria".
Els evangelis canònics no consideren Salomé com a "deixebla" de Crist; generalment, és qualificada com a "seguidora de Jesús".

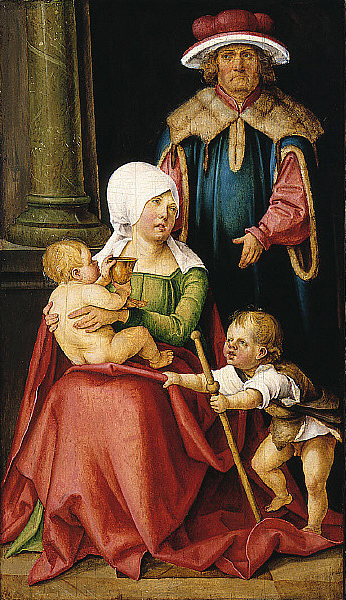
Salomé, el Zebedeu i els seus fills Jaume i Joan, per Hans Süss, 1511 (Sant Louis Museum of Art)
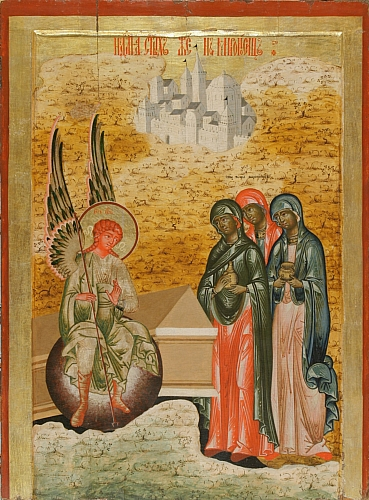
Icona russa del s. XVIII, amb les tres Maries al sepulcre
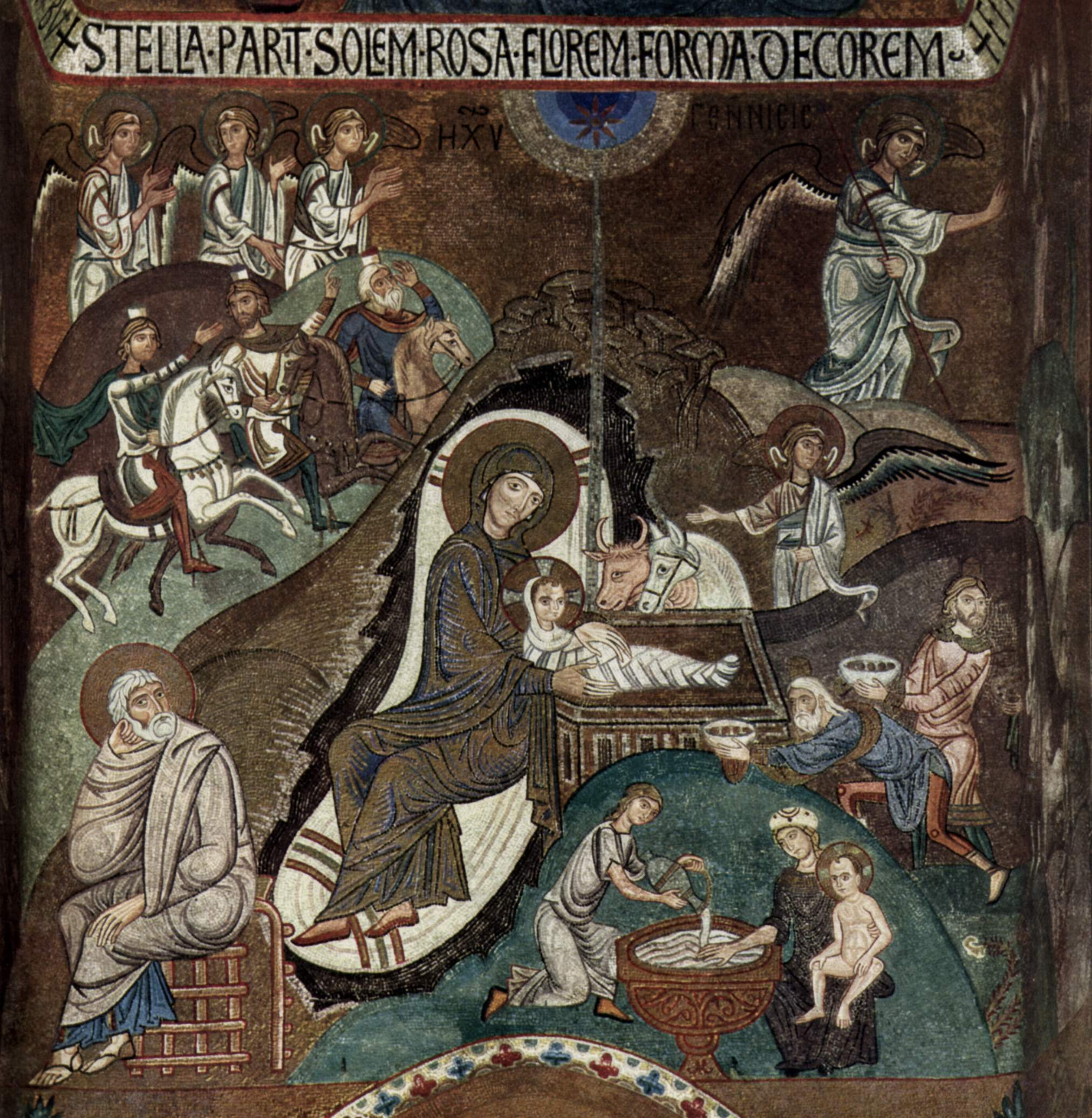
Palerm, c. 1150
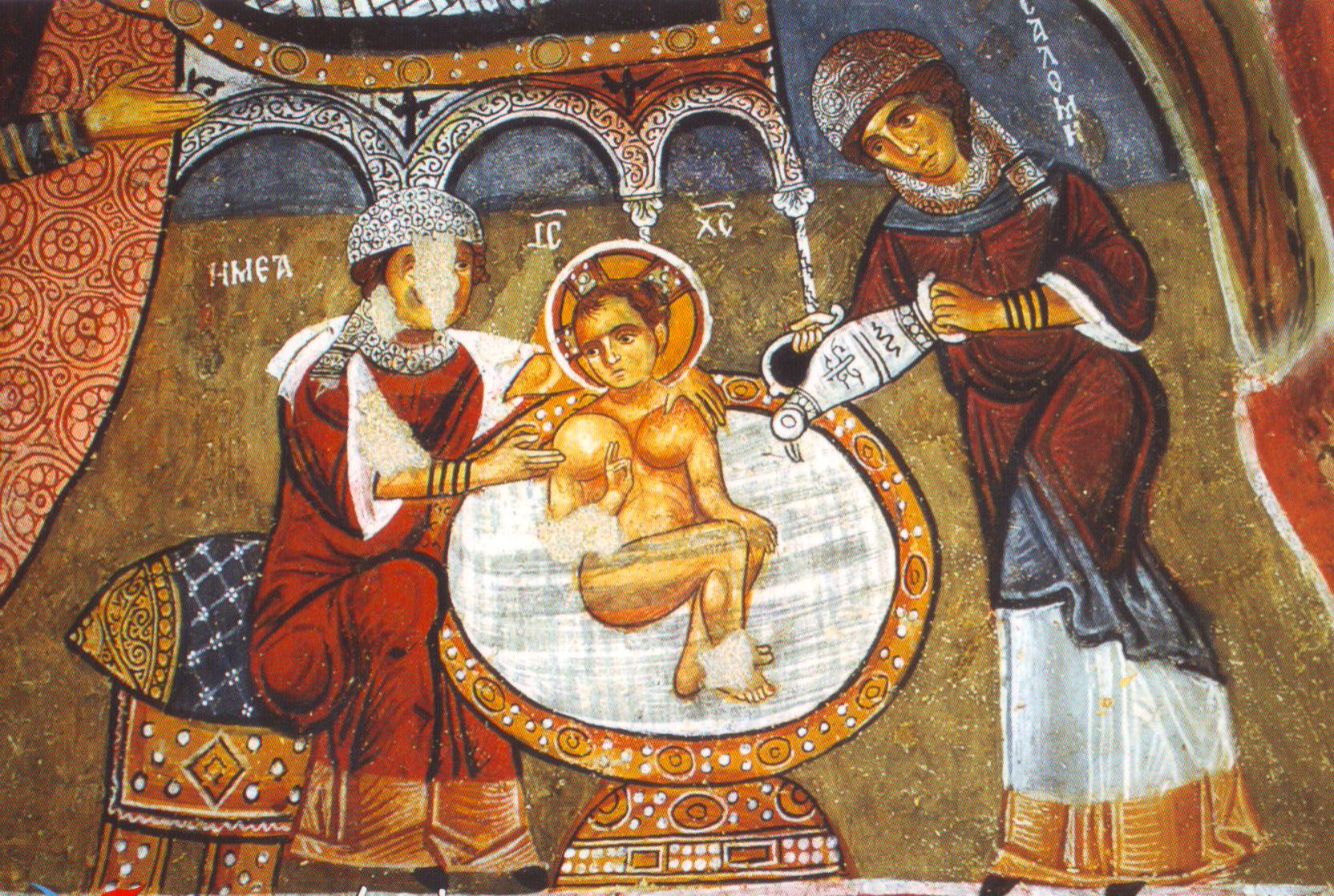
Fresc del segle xii a Goreme, Capadòcia, amb la llevadora de Jesús

## Salomé alsevangelis apòcrifs
El gnòstic Evangeli de Tomàs de Nag Hammadi esmenta entre els deixebles de Crist (no fa servir mai el terme "apòstols") dues dones, Salomé i Maria Magdalena.
L'Evangeli secret de Marc, atribuït per alguns a Climent d'Alexandria, esmenta Salomé: "Llavors ell anà a Jericó. I la germana del jove que Jesús havia estimat hi era amb la mare d'ell i Salomé, però Jesús no els rebé". A l'Evangeli grec dels Egipcis (primera meitat del segle II), Salomé apareix com a deixebla de Crist. Ella li demana fins a quan existirà la mort, i ell respon: "Mentre les dones pareixin", i Salomé diu: "Llavors he fet bé en no parir". Sembla, doncs, que Salomé, la deixebla, no tenia fills.
Existia una tradició entre autors del segle II que hi havia hagut uns ensenyaments secrets que havia transmès "Salomé la deixebla" a sectes com els carpocracians, seguidors de Carpòcrates d'Alexandria. Cels, al segle ii, escriu un Discurs vertader: "Hi ha sectes cristianes anomenades a partir de Marcel·lina, cristians carpocracians que es remunten a Salomé..." 
A l'evangeli de la infància afegit al Protoevangeli de Jaume s'esmenta una Salomé llevadora:
"14 I la llevadora sortí de la cova i Salomé la trobà. 15 I la llevadora li digué: "Salomé, Salomé, et diré una cosa sorprenent que he vist. 16 Una verge ha parit, la qual cosa és contrària a la natura." 17 I Salomé respongué: "Com Déu el meu Senyor viu, llevat que vegi una prova d'això, no creuré que una verge hagi parit."
18 Llavors Salomé entrà i la llevadora digué: "Maria, mostra't, que tenim una gran controvèrsia sobre tu." 19 I Salomé la palpà amb els dits. 20 Però la mà no pogué passar endins i se'n queixà amargament 21 i digué: "Ai de mi per la meva iniquitat! He temptat el Déu vivent i la meva mà està llesta per a ésser arrencada."
Salomé apareix com la primera, després de la llevadora, que és testimoni del naixement de Crist i que en reconeix la seva divinitat. A l'Edat mitjana, aquesta Salomé va ser identificada a occident amb Maria Salomé, mentre que a orient es continua considerant com una persona diferent.
L'apòcrif copte Llibre de la resurrecció de Crist esmenta les dones que van anar a la tomba: Maria Magdalena, Maria la muller de Cleofàs, que Jesús havia deslliurat de la mà de Satan; Maria la germana de Llàtzer; Marta, la germana d'aquesta; Joana que havia renunciat al llit nupcial i Salomé, que l'havia temptat."

## Llegenda medieval
En la llegenda medieval de les Tres Maries (Maria Jacobé, la mare de Jaume, d'Alfeu, Maria Salomé i Maria Magdalena) es narra que, amb altres seguidors de Crist, van marxar en un vaixell i van arribar a les costes de Provença, al lloc de les Santes Maries de la Mar, on són venerades i hi tenen pelegrinatges el 24 de maig i el 22 d'octubre.

## Culte
És celebrada per l'Església Ortodoxa com una de les Portadores de mirra el Diumenge de les Portadores de Mirra, el tercer diumenge de Pasqua. Amb Maria Cleofàs és festejada el 24 d'abril per l'Església catòlica. El calendari dels sants de l'Església luterana (sínode de Missouri) la festeja el 3 d'agost amb Joana i Maria la mare de Jaume.